# Ángelos Tzortzínis
Ángelos Tzortzínis (grec moderne : Άγγελος Τζωρτζίνης ) est un photojournaliste indépendant grec, né en novembre 1984 à Aigáleo, près d’Athènes.
Il travaille notamment pour l’Agence France Presse et le magazine Time, il a obtenu de nombreuses récompenses dont un World Press Photo en 2021.

## Biographie
Ángelos Tzortzínis naît en 1984 à Aigáleo, un quartier ouvrier en banlieue d’Athènes. Il rejoint en 2006 l’école Leica de photographie d'Athènes, et commence à travailler pour l’Agence France Presse l’année suivante, puis pour le New York Times en 2010. 
Après des projets en Égypte, en Libye ou en Turquie, et un reportage en 2010 après un tremblement de terre à Haïti, Tzortzinis photographie la société grecque, marquée par les difficultés économiques et la crise des migrants à partir de 2015,. 
Pour ses reportages sur le sujet, il est nommé par Time « Meilleur photographe d’agence » en 2015.
Il se rend sur l’Aquarius pendant trois semaines en 2017 pour poursuivre son travail sur la crise des réfugiés. En 2018, il est un des premiers à couvrir les incendies dans l’Attique.

## Prix et récompenses
Liste non exhaustive
- 2007 : Young Greek photographer
- 2009 : POYi 67 General News Award of excellence
- 2012 - POYi 69 Spot News 3rd Prize
- 2015 : Time Wire Photographer of the Year[1]
- 2016 : Magnum Foundation Grant
- 2016 : Sony Award, Current Affairs, 1st prize
- 2020 : UNICEF Photo of the Year Award, pour son reportage « Lesbos, Greece: The flames of misery »[7]
- 2021 : World Press Photo, Photo Contest, Long-Term Projects, Stories, 3rd Prize pour son reportage « Trapped in Greece »[8]
- 2021 : POYi 78 Spot News Award of Excellence, pour son reportage « The end of Moria» [9]